# Коневець (Болгарія)
Ко́невець (болг. Коневец) — село в Ямбольській області Болгарії. Входить до складу общини Тунджа.

## Населення
За даними перепису населення 2011 року у селі проживали 204 особи.
Національний склад населення села:
| Національність   | Кількість осіб | Відсоток |
| ---------------- | -------------- | -------- |
| болгари          | 189            | 93,1%    |
| турки            | 6              | 3,0%     |
| цигани           | 5              | 2,5%     |
| Всього відповіли | 203            |          |

Розподіл населення за віком у 2011 році:
Динаміка населення: